# 실가시아메바속
실가시아메바속(Filamoeba)은 별가시아메바목 별가시아메바과에 속하는 아메바류의 속이다.

## 하위 종
- 납작실가시아메바 (Filamoeba nolandi)
- Filamoeba sinensis